# Jon Landau
Jon Landau (New York City, 23. srpnja 1960. – Los Angeles, 5. srpnja 2024.) bio je američki filmski producent poznat po filmu Titanic (1997.) koji je osvojio Oscara i zaradio je 2,19 milijarde dolara bruto prihoda te Avatara (2009.) koji je zaradio 2,79 milijardi dolara. 

## Rani život
Landau je rođen u židovskoj obitelji u New York Cityju. Sin je filmske producentice Edie i šefa producentskog filnskog studija Elyja Abrahama Landau. Pohađao je Školu kinomatografske umjetnosti. 